# Gaudentz Hempel
Gaudentz Hempel (* um 1630; † nach 1690) war ein Schweizer Glockengiesser in Chur. Er schuf zwischen 1655 und 1690 mindestens drei Dutzend Glocken für Bündner Kirchen. Er war der Begründer der Churer Glockengiesser-Tradition des 17. und 18. Jahrhunderts.

## Leben

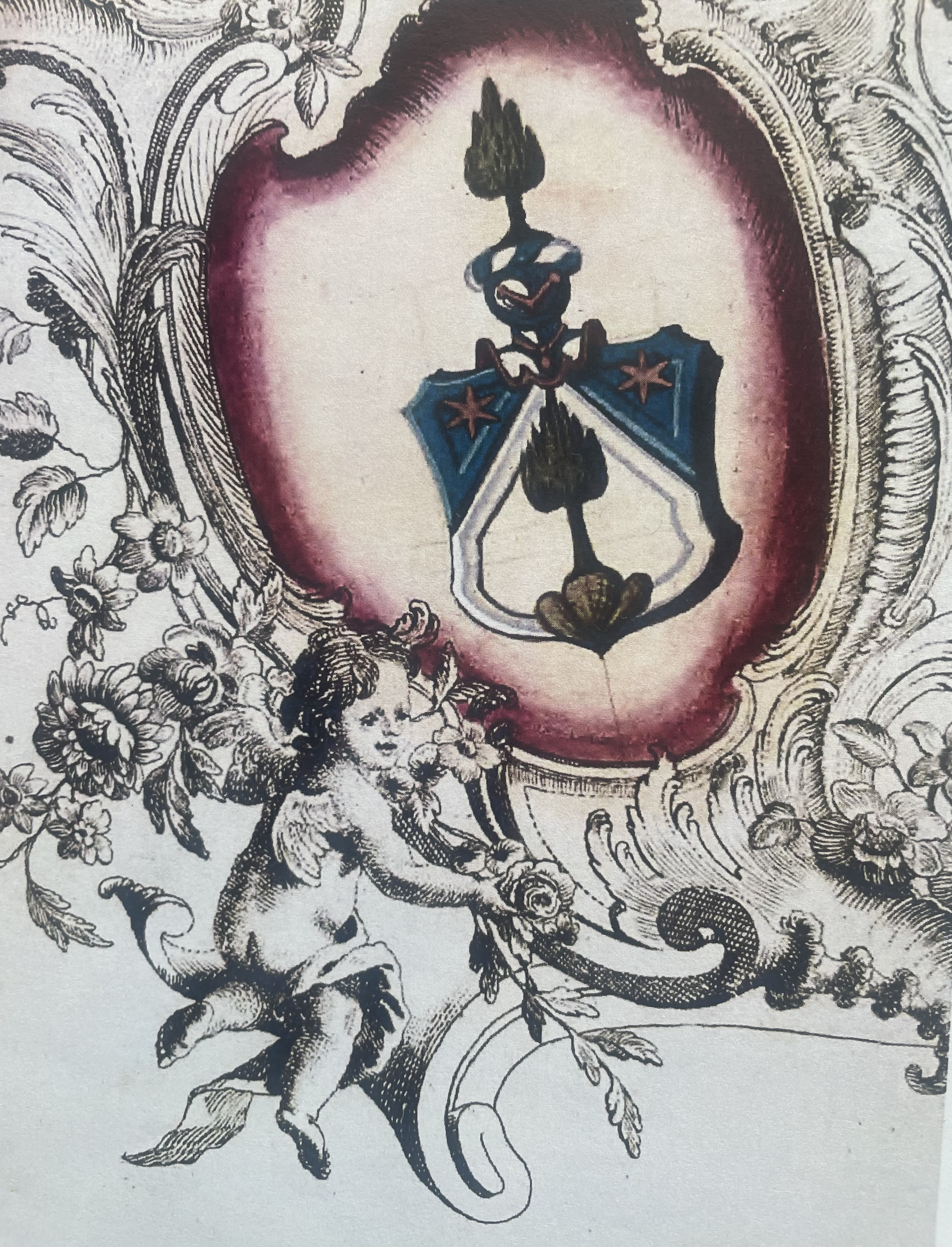
Wappen der Familie Hempel, eingebürgert in Chur 1613

Eine urkundliche Fassung von Gaudentz Hempel (auch Gaudenz Hempel) ist bisher nicht möglich. Es wird vermutet, dass er der Sohn des aus Lindau am Bodensee zugewanderten und 1613 in Chur eingebürgerten Zinngiessers und Rates der Stadt Chur Christoph (Christoffel) Hempel war. Vermutlich lernte Gaudentz Hempel bei Theodosius Ernst I (* 1603 – ab 1632 in Graubünden tätig) aus der Glockengiesserfamilie Ernst jene Werktüchtigkeit und Genauigkeit der Arbeit kennen, die Hempels Gussprojekte auszeichnet. Die Tätigkeit von Gaudentz Hempel etabliert sich ab 1655 und lässt sich über einen längeren Zeitraum in der zweiten Hälfte des 17. Jahrhunderts verfolgen. Hempels Nachfolger in der Churer Glockengiesser-Tradition wurde sein Schüler Matheus Albert.

## Werke
- 1655: Reformierte Kirche Davos Wiesen. Inschrift: GOT ALEIN DIE EHR GAUTENTZ HEMPEL VON CHUR GOS MICH ANNO 1655[6]
- 1658: Reformierte Kirche St. Martin Gretschins (Gemeinde Wartau)[7][8]
- 1659: La Tuor («Römerturm») Bergün/Bravuogn: Inschrift: GOS MICH GAUDENTZ HEMPEL VON CHUR ANNO 1659[9]
- 1657: St.-Georgs-Kapelle (Obersaxen). Inschrift: GOS MICH GAUDENTZ HEMPEL IN CHUR 1657[10]
- 1657: Reformierte Kirche Schnaus: Inschrift: ANNO 1657GOS MICH GAUDENTZ HEMPEL IN CHUR[11][12]
- 1660: Kirche Bel Taimpel in Celerina/Schlarigna. Gegossen von Gaudentz Hempel in Chur.[13]
- 1660: Reformierte Kirche Latsch GR. Inschrift: GOS MICH GAUDENTZ HEMPEL VON CHUR ANNO MDCLX[14]
- 1660: Reformierte Kirche Masein. Inschrift: MDCXC (?) GOS MICH GAUDENTZ HEMPEL IN CHUR[15]
- 1662: Reformierte Kirche Praden. Inschrift: GOSS MICH GAUDENTZ HEMPEL IN CHUR ANNO 1662[16]
- 1662: Pfarrkirche St. Peter und Paul Vals GR[17].
- 1663: Reformierte Kirche Seewis im Prättigau. Inschrift: GOS MICH / GAUDENTZ HEMPEL / IN CHUR. ANNO MDCXIII[18]
- 1663: Pfarrkirche St. Laurentius Surcasti. Inschrift: GOS MICH GAUDENTZ HEMPEL IN CHUR MDCLXIII[19]
- 1664: Kapelle St. Sebastian und Rochus in Segnas. Inschrift: A TEMPESTATE PESTE ET BELLO LIBERA NOS DOMINE. - GOS MICH GAUDENTZ HEMPEL CHUR, ANNO MDCLXIIII[20]
- 1665: Pfarrkirche St. Antonius Lenzerheide/Lai. Inschrift: FUDIT GAUDENTZ HEMPEL IN CHUR, ANNO MDCLXV[21]
- 1667: Kloster Pfäfers. Zwei Glocken. Abgegangen[22]
- 1668: Reformierte Kirche Sils-Maria. Inschrift: ABONDIO SALIS, ANDREAS TURTACH, JOHANN CASTELMUS DORFMEISTER - GOSS MICH GAUDENTZ HEMPEL IN CHUR 1668[23][24]
- 1670: Reformierte Kirche Davos Monstein.[25]
- 1671: Reformierte Kirche Bergün: Inschrift: GOSS MICH GAUDENTZ HEMPEL IN CHUR ANNO 1671[26]
- 1672: Pfarrkirche St. Gaudentius und Franziskus Mulegns[27]
- 1672: Kirche St. Ulrich und Nikolaus und Hospiz in Chapella. Inschrift: GOS MICH GAUDENTZ HEMPEL IN CHUR ANO 1672[28]
- 1674: Pfarrkirche St. Stephan Tiefencastel. Inschrift: 1674 DOMINE NE STATUAS ILLIS HOC PECCATUM ACT. AP. VII 59 GAUDENTZ HEMPEL IN CHUR.[29]
- 1676: Kirche St. Peter Mistail. Inschrift: 1676 G. H.[30]
- 1677: Kirche Sogn Paul Rhäzüns. 2 Glocken[31]
- 1678: Reformierte Kirche Fürstenau GR. Inschrift: GOS MICH GAUDENTZ HEMPEL IN CHUR ANNO 1678[32]
- 1678: Reformierte Kirche Haldenstein. Zwei Glocken mit den Inschriften: O TERRA TERRA TERRA AUDI VERBUM JEHOVAE. ANNO MDCLXXVIII. GOS MICH GAUDENTZ HEMPEL IN CHUR und GOS MICH GAUDENTZ HEMPEL IN CHUR ANNO 1678[33]
- 1679: Pfarrkirche Stierva. Inschrift: 1679 GAUTENTZ HEMPEL IN CHUR[34]
- 1679: Pfarrkirche Danis. Inschrift: GOS MICH GAUDENTZ HEMPEL IN CHUR 1679[35]
- 1680 und 1687: Reformierte Kirche Sarn. Zwei Glocken mit den Inschriften: GOS MICH GAUDENTZ HEMPEL IN CHUR 1680 und GOS MICH GAUDENTZ HEMPEL IN CHUR ANNO MDCLXXXVII[36][37]
- 1682: Reformierte Kirche Jenisberg. Inschrift: GOS MICH GAUDENTZ HEMPEL IN CHUR ANNO 1682[38]
- 1683: Kirche St. Luzius (Peiden). Inschrift: GOS MICH GAUDENTZ HEMPEL IN CHUR 1683[39]
- 1685: Reformierte Kirche Davos Laret. Inschrift: GOS MICH GAUDENTZ HEMPEL IN CHUR 1685[40]
- unbek.: Wallfahrtskapelle St. Maria (Vals).[41][42]
- unbek.: Sogn Paul (Kirche) in Rhäzüns. Zuschreibung.[43]
- unbek.: Pfarrkirche Alvaschein.[44]
- 1688: Kapelle St. Joseph (Surcasti): Inschrift: JESUS MARIA JOSEPH. GOS MICH GAUDENTZ HEMPEL IN CHUR ANNO 1688[45]
- 1690: Reformierte Kirche Furna. Inschrift: GOS MICH GAUDENTZ HEMPEL IN CHUR ANNO 1690[46]

Gemäss einer Ratsakte der Stadt Chur hat Gaudentz Hempel vor 1674 eine Glocke für Vrin gegossen.

## Varia
Theodosius I Ernst (* 1603) aus der Glockengiesserfamilie Ernst in Lindau (Bodensee) war ab 1632 in Graubünden tätig. Mutmasslich war er Lehrmeister von Gaudentz Hempel. Ernst führte im Glockenguss weiterbenutzte Reliefs (u. a. Muttergottes zwischen Wolken, Engeln und Windgöttern) ein. Die 1678 von Gaudentz Hempel gegossene Glocke der Reformierten Kirche Haldenstein zeigt ein solches Motiv. Es kann vermutet werden, dass Hempel dieses Relief aus der Familie Ernst erhielt. Die grosse Glocke der Kirche Bel Taimpel in Celerina aus dem Jahr 1917–1924 (Rüetschi, Aarau) ist die Nachfolgeglocke der 1660 von Gaudentz Hempel gegossenen Glocke (erstmals umgegossen 1903 durch Pruneri Grosio). Diese Glocke enthält am Hals zwischen zwei Rundstegen ein Fries aus hersehendem Frauenkopf, flankiert von zwei geflügelten Putten, die auf Fabeltieren reiten, deren Leiber in eine Blüte übergehen. Dieses Fries entspricht dem Fries der 1608 von Leonhard Ernst für die evangelische St. Stephankirche in Lindau gegossenen Glocke. Es wird vermutet, dass es sich auch in diesem Fall um ein aus der Familie Ernst stammenden Fries handelt und damit die Nähe zwischen Hempel und der Familie Ernst dokumentiert.